# Dilip Sardesai
Dilip Narayan Sardesai (né le 8 août 1940 et mort le 2 juillet 2007) était un joueur de cricket indien. Il est considéré comme le meilleur batteur indien face aux spin bowlers.
Il joua son premier test match avec l'équipe d'Inde de cricket le 1er décembre 1961 et son dernier le 20 décembre 1972.

## Sélections
- 30 sélections en test cricket de 1961 à 1972.